# Người bán sỉ có kệ trưng bày ở điểm bán lẻ
Người bán sỉ có kệ trưng bày ở điểm bán lẻ (còn được gọi là thương gia có kệ trưng bày ở điểm bán lẻ) là một công ty hoặc thương nhân có thỏa thuận với nhà bán lẻ để trưng bày và bán sản phẩm trong cửa hàng. Các cửa hàng cho các sản phẩm sẽ là những cửa hàng mà theo truyền thống không lưu trữ các sản phẩm như trạm xăng, cửa hàng tạp hóa và các sản phẩm khác không liên quan đến các sản phẩm được bán theo truyền thống. Thông thường các sản phẩm có nhiều loại ngân sách.

## Từ nguyên của cụm từ
Người bán sỉ có kệ trưng bày ở điểm bán lẻ bắt đầu vào những năm 1930 với Dịch vụ Đại lý Âm nhạc với giá đỡ bản nhạc mà họ vận hành. Bởi vì quyền sở hữu của các sản phẩm vẫn là tài sản của người bán hàng, nên tổn thất tiềm tàng mà người bán phải chịu nếu không ai mua sản phẩm. Tiền thu được từ việc bán sản phẩm sau đó được chia / chia sẻ bởi người bán hàng và nhà bán lẻ. Trong lịch sử, có thể, một trong những sản phẩm chính đã được cung cấp cho các cửa hàng theo kiểu này là đĩa than thu âm. Các mặt hàng khác mà nhân viên làm giá cung cấp là dụng cụ làm đẹp, thiệp chúc mừng, phần cứng, sách bìa mềm và đồ chơi. Việc trưng bày, bảo trì và luân chuyển tồn kho của hàng hóa là trách nhiệm của người bán hàng định kỳ phải đến cửa hàng định kỳ.

## Đĩa than thu âm
Người tìm việc bán đĩa than đầu tiên ở Hoa Kỳ là Elliott Wexler (1913 - 1966), người mở Music Merchants tại Philadelphia vào năm 1952.
Một hãng thu âm có danh mục được bán thông qua các nhà bán sỉ có kệ trưng bày ở điểm bán lẻ là Sutton, được thành lập bởi Bob Blythe, cựu chủ tịch của Tops Records. Năm 1963, nhãn bắt đầu với 225 bản ghi trong danh mục của nó, được lấy từ các nhãn bao gồm Music Craft, Omega và Tiara. Một hãng thu âm khác tìm đường vào giá đỡ là Crown Records, nhãn ngân sách thuộc sở hữu của anh em Bihari. Trong những năm 1960, một phần ba doanh số bán hàng thu âm là từ các bản thu âm được bán thông qua các nhà bán sỉ có kệ trưng bày ở điểm bán lẻ. Cuối cùng, các nhà bán sỉ có kệ trưng bày ở điểm bán lẻ đã chuyển đến các cửa hàng bách hóa truyền thống hơn bằng cách sắp xếp với nhà bán lẻ theo nhiều cách khác nhau. Một trong số họ đã yêu cầu nhà bán lẻ cho phép một lượng không gian bán nhất định và nhân viên bán hàng quyết định những gì diễn ra trong không gian. Ngoài ra, có thể có một đảm bảo bằng lời nói rằng tất cả các sản phẩm sẽ được bán và nếu không, lần sau, nhân viên bán hàng sẽ mang lại hàng hóa trở về.

## Cụm từ "Nhà bán sỉ có kệ trưng bày ở điểm bán lẻ" trong các ngôn ngữ khác
- Regalgroßhändler (Tiếng Đức)[12]
- Rack jobber (tiếng Anh)